# Devan Tanton
Devan Austin Tanton Pedraza (San Antonio, Estados Unidos; 3 de enero de 2004) es un futbolista estaounidense-colombiano. Juega de defensa y su equipo actual es el Chesterfield de la League Two de Inglaterra. Ha sido internacional absoluto por la selección de Colombia.

## Trayectoria
Nacido en San Antonio, Texas, de padre estadounidense y madre colombiana, Tanton creció en Orlando, Florida, donde comenzó a jugar al fútbol en la FC Elite Academy desde los 8 años.
En 2013, fue reclutado por el club español UE Cornellà tras un campamento del FC Barcelona en Florida.
Seleccionado juvenil por los Estados Unidos, fue durante un encuentro ante Inglaterra en la categoría sub-17 que fue reclutado por el Fulham en enero de 2021.
En septiembre de 2022, fue cedido al Walton & Hersham de la Isthmian League donde disputó un total de 8 encuentros.

## Selección nacional
Tanton, inicialmente representó a los Estados Unidos a nivel sub-15 y sub-17, recibiendo última convocatoria en febrero de 2020.
Cambió de delegación a la colombiana en septiembre de 2022, tras ser citado a la Selección sub-20.
Debutó en la selección de Colombia en diciembre de 2023 ante Venezuela.

## Estadísticas
Actualizado al último partido disputado el 23 de noviembre de 2024.
| Club                         | Div.                | Temporada           | Liga  | Liga  | Copas | Copas | Internacional | Internacional | Otros | Otros | Total | Total |
| Club                         | Div.                | Temporada           | Part. | Goles | Part. | Goles | Part.         | Goles         | Part. | Goles | Part. | Goles |
| ---------------------------- | ------------------- | ------------------- | ----- | ----- | ----- | ----- | ------------- | ------------- | ----- | ----- | ----- | ----- |
| Walton & Hersham Inglaterra  | 8.º                 | 2022–23             | 3     | 0     | 3     | 0     | –             | –             | 2     | 0     | 8     | 0     |
| Fulham F.C. Inglaterra       | 1.º                 | 2023-24             | 0     | 0     | 1     | 0     | –             | –             | –     | –     | 1     | 0     |
| Chesterfield F.C. Inglaterra | 4.º                 | 2024-25             | 8     | 0     | 2     | 0     | –             | –             | 1     | 0     | 11    | 0     |
| Total en su carrera          | Total en su carrera | Total en su carrera | 11    | 0     | 6     | 0     | 0             | 0             | 3     | 0     | 20    | 0     |

### Selección
| Selección             | Año               | Partidos | Goles |
| --------------------- | ----------------- | -------- | ----- |
| Estados Unidos sub-15 | 2019              | 10       | 0     |
| Estados Unidos sub-17 | 2020              | 3        | 0     |
| Colombia sub-20       | 2022              | 8        | 0     |
| Colombia sub-23       | 2024              | 2        | 0     |
| Colombia Mayores      | 2023              | 1        | 0     |
| Total Selecciones     | Total Selecciones | 24       | 0     |